# Marais de Pontaillac
Le marais de Pontaillac ou marais de Saint-Nicolas constitue un espace naturel formé de prairies humides et de bosquets, riche d'une végétation palustre et d'une avifaune remarquable. Formant une enclave verdoyante au cœur d'une zone densément urbanisée, ils s'étend sur une partie de la commune de Royan et de celle de Vaux-sur-Mer (quartier de Pontaillac). 
Soumis à une intense pression foncière, qui s'est traduite au cours des décennies précédentes par la création d'un lac artificiel, d'un parc et de zones pavillonnaires (La Métairie), par le développement de lotissements à Mouilleron et à La Source, de campings à Pontaillac, d'un centre commercial à Vaux-sur-Mer et enfin par le transfert du collège Henri Dunant à Saint-Nicolas, le marais de Pontaillac conserve cependant son caractère, presque « campagnard », à quelques centaines de mètres de l'animation urbaine. Le syndicat du marais de Pontaillac se charge de défendre les intérêts de cet espace naturel.

## Présentation
Le marais de Pontaillac est un des nombreux marais arrière-littoraux qui scandent la côte de Beauté : marais du Rhâ à Saint-Palais-sur-Mer, marais de Nauzan à Vaux-sur-Mer (aujourd'hui convertis en parcs et en zones urbanisées), marais de Pousseau à Royan ou encore marais de La Briqueterie, de Boube et de Chenaumoine à Saint-Georges-de-Didonne. Ils forment autant de petites dépressions humides, jadis protégées des assauts furieux de l'océan par un cordon dunaire, difficilement perceptible aujourd'hui, car soit planté de pins, soit loti, soit les deux à la fois. 
S'étendant sur près de 61 hectares, le marais de Pontaillac constitue une des dernières enclaves « vertes » de l'agglomération royannaise, en constant développement depuis les années 1950. Le marais conserve des prairies humides où s'épanouit une riche végétation palustre, des bosquets d'arbres et d'arbustres hygrophiles, mais aussi des terrains à vocation agricole. Le marais est drainé par un petit cours d'eau, le Rivaud de Pontaillac, qui nait au lieu-dit « La Source » et se jette, via une canalisation souterraine, dans l'estuaire de la Gironde au niveau de la conche de Pontaillac.
À l'exception du quartier de La Métairie, gagné sur les marais, l'habitat reste peu développé, constitué de quelques petites maisons plus ou moins isolées et de quelques producteurs de fruits et légumes. En termes d'occupation des sols, le marais de Pontaillac peut être décomposé en trois entités : des surfaces agricoles partagées avec des espaces naturels importants (65,34 %), des systèmes culturaux et parcellaires complexes (18,69 %) et le tissu urbain, plus ou moins continu selon les endroits (15,97 %).
Le développement croissant de l'urbanisation et le mitage du marais qui en est la conséquence directe est pointé du doigt par le syndicat du marais de Pontaillac. En 2010, son président, Édouard Biron, déclare au journal Sud Ouest qu'« il faudrait interdire toute nouvelle construction à moins de 300 m de la limite du marais », déclaration visant, notamment, le projet de nouveau lotissement (460 logements) conduit par la municipalité de Vaux-sur-Mer (zone d'aménagement concerté Cormier-Battières).

## Histoire
Au XIe siècle, le marais de Pontaillac forme la frontière entre les terres de l'abbaye Saint-Étienne de Vaux et celles du sire de Didonne, seigneur de Royan. Ce dernier octroie des terres aux religieux de l'abbaye de La Sauve-Majeure, près de Bordeaux, qui édifient un prieuré dans les marais. Ce dernier a aujourd'hui disparu, mais il a donné son nom au lieu-dit « Saint-Nicolas » (où se trouve le collège H.Dunant).